# Тираник білочеревий
Тира́ник білочеревий (Serpophaga munda) — вид горобцеподібних птахів родини тиранових (Tyrannidae). Мешкає в Південній Америці.

## Опис
Довжина птаха становить 11,5 см, вага 8 г. Голова сизувато-сіра, спина бурувато-сіра, крила чорнуваті з білими краями, груди сірі, живіт білий.

## Поширення і екологія
Білочереві тираники мешкають на східних схилах Анд в Болівії і Аргентині. Взимку вони мігрують на схід, досягаючи південної Бразилії, Парагваю і Уругваю. Вони живуть в тропічних лісах, рідколіссях і саванах.